# Carmen Monge
Carmen Monge y García-Moreno (Madrid, 15 de mayo de 1961) es una botánica y catedrática de enseñanza secundaria española.

## Biografía
Licenciada en Ciencias Biológicas por la Universidad Complutense de Madrid desde 1984. En 1985 obtuvo la plaza, por oposición, de profesora de Enseñanza Secundaria. En 1991 lee su tesis doctoral Flora y vegetación vascular en las sierras paleozoicas del sur de Ciudad Real (España), dirigida por la Dra. Maruja Carrasco. Al año siguiente, se traslada al IES Palomeras-Vallecas, del que lleva siendo Jefa del Departamento de Biología y Geología 25 años.
En el año 2002 pasa a formar parte del cuerpo de Catedráticos de Enseñanza Secundaria.
Ha colaborado en proyectos científicos centrados en la botánica, aunque es destacable su participación en numerosos proyectos de innovación educativa y la divulgación de la ciencia. Destaca su colaboración en el Proyecto Biosfera del CNICE (del Ministerio de Educación, Cultura y Deporte) (autora de 18 Unidades Didácticas), la dirección del proyecto europeo Energypath en su centro, o el desarrollo de un proyecto para la creación de un Jardín Botánico en el IES Palomeras-Vallecas, donde logró la implicación de centros institucionales, profesores y de los propios alumnos. También ha formado parte del Comité Asesor del Inquiry-Based Science Education . Ha participado con sus alumnos en múltiples ediciones de Madrid es Ciencia, consiguiendo la colaboración de centros como el Real Jardín Botánico de Madrid o la Real Sociedad Española de Historia Natural.
Destaca su implicación en cursos de innovación educativa, dirigidos a docentes. Ha llegado a impartir cursos destinados a profesores de la Universidad Autónoma de Chiriquí (Panamá) sobre las últimas aplicaciones de laboratorio.
Ha formado parte de la Junta Directiva de la Real Sociedad Española de Historia Natural durante más de 10 años.

## Publicaciones
- Monge, C. (1991). Flora y vegetación vascular en las sierras paleozoicas del sur de Ciudad Real (España): Moral de Calatrava, Peral, Cristo y Alhambra. Universidad Complutense de Madrid. Facultad de Ciencias Biológicas. Departamento Biología Vegetal I.
- Velayos, M., Carrasco, M.A., & Monge, C. (1989). Dos" Crassulaceae" de Ciudad Real (España). In Anales del Jardín Botánico de Madrid (Vol. 47, No. 1, pp. 53-58). Real Jardín Botánico.
- Monge, C. (1985). Fragmenta chorologica occidentalia, 73-86. InAnales del Jardín Botánico de Madrid (Vol. 42, No. 1, pp. 239-240). Real Jardín Botánico.
- La abreviatura «Monge» se emplea para indicar a Carmen Monge como autoridad en la descripción y clasificación científica de los vegetales.[4]